# Tardamu Airport
Tardamu Airport (engelska: Savu Island Airport) är en flygplats i Indonesien.   Den ligger i provinsen Nusa Tenggara Timur, i den södra delen av landet, 1 700 km öster om huvudstaden Jakarta. Tardamu Airport ligger 54 meter över havet. Den ligger på ön Savu Island.
Terrängen runt Tardamu Airport är platt. Havet är nära Tardamu Airport åt nordväst.